# Poromitra
Poromitra is een geslacht van straalvinnige vissen uit de familie van grootschubvissen (Melamphaidae). Het geslacht is voor het eerst wetenschappelijk beschreven in 1883 door Goode & Bean.

## Soorten
- Poromitra agafonovae Kotlyar, 2009
- Poromitra atlantica (Norman, 1929)
- Poromitra capito Goode & T. H. Bean, 1883
- Poromitra coronata (Gilchrist & von Bonde, 1924)
- Poromitra crassa Parin & Ebeling, 1980
- Poromitra crassiceps (Günther, 1878)
- Poromitra cristiceps (C. H. Gilbert, 1890)
- Poromitra curilensis Kotlyar, 2008
- Poromitra decipiens Kotlyar, 2008
- Poromitra frontosa (Garman, 1899)
- Poromitra gibbsi Parin & Borodulina, 1989
- Poromitra glochidiata Kotlyar, 2008
- Poromitra indooceanica Kotlyar, 2008
- Poromitra jucunda Kotlyar, 2010
- Poromitra kukuevi Kotlyar, 2008
- Poromitra macrophthalma (Gilchrist, 1903)
- Poromitra megalops (Lütken, 1878)
- Poromitra nigriceps (Zugmayer, 1911)
- Poromitra nigrofulva (Garman, 1899)
- Poromitra oscitans Ebeling, 1975
- Poromitra rugosa (W. M. Chapman, 1939)
- Poromitra unicornis (C. H. Gilbert, 1905)